# Língua hiligaynon
O Panayano ou Hiligainón (Hiligaynon) é uma língua que é falada principalmente na região de Visayas Ocidental nas Filipinas. A língua é da família das Visayanas.
São cerca de 11 milhões as pessoas que a falam como primeira língua dentro e fora das Filipinas, sete milhões a têm como língua materna e há quatro milhões que podem falá-la fluentemente.
A maioria dos seus falantes se concentra nas províncias de Iloilo, Guimarás, Negros Ocidental, Sultán Kudarat, Cotabato e Cotabato do Sul, todas nas Filipinas.

## Nome
Hiligainón é o nome mais usado para essa língua, que é chamada em espanhol ilongo (Ilonggo). No entanto, popular e tradicionalmente é chamado ilongo, em função da capital de Iloilo ou também  'bisayo' '(' 'Bisaya' '). Várias fontes também dão "hilo bisayo", "illogo" e "panayano"..

## Escrita
O Hiligaynon usa uma forma do alfabeto latino sem as letras C, F, J, K, Q, X, Z. Usa o tão caracteristicamente Filipino Ng.

## Amostra de texto
Ang tanan nga tao ginbun-ag nga hilway kag may pag-alalangay sa dungog kag katarungan. Sila ginhatagan sang pagpamat-od kag konsensya kag nagakadapat nga magbinuligay sa kahulugan sang pag-inuturay.
Português
Todos os seres humanos nascem livres e iguais em dignidade e direitos. Eles são dotados de razão e consciência e devem agir uns em relação aos outros em espírito de fraternidade.